# Cleora taprobana
Cleora taprobana är en fjärilsart som beskrevs av Fletcher 1953. Cleora taprobana ingår i släktet Cleora och familjen mätare. Inga underarter finns listade i Catalogue of Life.